# Байлінда Поттер
Байлінда Поттер (англ. Bilynda Potter; нар. 8 січня 1971) — колишня австралійська тенісистка.
Найвищу одиночну позицію світового рейтингу — 321 місце досягла 28 березня 1988, парну — 96 місце — 17 серпня 1987 року.

## Фінали ITF

### Одиночний розряд: 1 (0–1)
| Результат | Дата            | Турнір              | Покриття | Суперниця     | Рахунок       |
| --------- | --------------- | ------------------- | -------- | ------------- | ------------- |
| Поразка   | 13 березня 1988 | Канберра, Австралія | Трава    | Саллі Маккенн | 4–6, 6–3, 4–6 |

### Парний розряд: 1 (0–1)
| Результат | Дата            | Турнір              | Покриття | Партнерка | Суперниці                 | Рахунок  |
| --------- | --------------- | ------------------- | -------- | --------- | ------------------------- | -------- |
| Поразка   | 16 березня 1987 | Канберра, Австралія | Тверде   | Карен Дід | Коллін Карні Елісон Скотт | 5–7, 6–7 |